# Saint-Victor-sur-Arlanc
 Saint-Victor-sur-Arlanc  es una población y comuna francesa, situada en la región de Auvernia, departamento de Alto Loira, en el distrito de Le Puy-en-Velay y cantón de Craponne-sur-Arzon.

## Demografía
| 211 | 185 | 144 | 128 | 111 | 107 |
| Para los censos de 1962 a 1999 la población legal corresponde a la población sin duplicidades (Fuente: INSEE [Consultar]) |     |     |     |     |     |